# Matt Shultz
Matthew Ray Shultz, más conocido como Matt Shultz (nacido el 23 de octubre de 1983) es el cantante de la banda de rock alternativo, Cage the Elephant. Matt también toca la guitarra en la canción extra "Cover Me Again" de su primer álbum.
Matt Shultz nació y creció en Bowling Green, Kentucky, junto con sus compañeros de grupo y de instituto, su hermano Brad Shultz (guitarra rítmica), Daniel Tichenor (bajo, coros), Lincoln Parish (guitarra principal), y Jared Champion (batería, percusión).

## Primeros años e infancia
Matthew Ray Shultz nació el 23 de octubre de 1983 y se crio en Bowling Green, Kentucky, junto a amigos de la escuela secundaria y futuros compañeros de banda, incluido su hermano mayor Brad Shultz (guitarra), Daniel Tichenor (bajo, coros), Lincoln Parish (guitarra principal), y Jared Champion (batería). Shultz y su hermano procedían de un entorno pobre y, en ocasiones , se burlaban de ellos por esto, y los niños de su escuela llamaban a su hermano "niño pobre". Su padre también fue músico y también se llamaba Brad; este falleció el 15 de noviembre del 2020. Sus padres se separaron cuando ambos hermanos eran pequeños. Después del divorcio, su madre salió con el entrenador de fútbol de Shultz, lo que lo llevó a dejar el equipo y tocar música como un acto de rebelión.

## Carrera musical
Shultz reunió a algunos amigos de la secundaria, con su hermano mayor y juntos formaron la banda Cage The Elephant en 2006. Esta no era la primera vez que estaban en una banda. En la escuela secundaria, todos estuvieron involucrados en una banda llamada "Perfect Confusion" e incluso lanzaron un LP homónimo en 2005. Aparte de esto, Matt Shultz también estaba en una banda experimental de punk llamada "Left Nostril" en la escuela secundaria.
El grupo adoptó el nombre de Cage The Elephant como el nombre de la banda luego de un incidente ocurrido en 2006. Según Matt Shultz, un hombre con problemas mentales se acercó a la banda después de que un espectáculo lo abrazó y repitió la frase "Tienes que enjaular al elefante" una y otra vez.
Tras su impresionante actuación en el Festival de música South by Southwest 2007, la banda firmó con Relentless Records. Antes de que su primer álbum fuera lanzado en 2008, se mudaron a Londres, Inglaterra y entre 2008 y 2015, la banda lanzó cuatro álbumes de estudio. Su primer álbum Cage the Elephant  fue una combinación de funk, rock clásico y música blues.

## Vida personal
Shultz contrajo matrimonio con la actriz y modelo francesa Juliette Buchs en 2014. Se divorciaron en 2018, esto inspiró la canción "Ready to let go", incluida en su álbum de 2019 Social Cues.
Dos años después, en febrero de 2020, se casó con Eva Daire.
El primero de diciembre de 2021, Daire confirmó su proceso de divorcio vía Instagram.

## Influencias musicales
Matt menciona artistas como los Pixies e Iggy Pop entre sus influencias musicales y personales.